# 巴塞罗那自治大学
巴塞罗那自治大学（國際音標：[uniβəɾsiˈtat əwˈtɔnumə ðə βəɾsəˈlonə]，缩写UAB）是位于西班牙加泰罗尼亚自治区的一所大学。校本部位于萨尔达尼奥拉-德尔巴列斯。在曼雷萨、萨瓦德尔、塔拉薩、圣库加特-德尔巴列斯和巴塞罗那城区均设有中心。
巴塞罗那自治大学是一所公立研究型大学，拥有欧洲顶尖的师资、教学器材及实验室，也是计算机视觉研究中心的总部所在地。教学语言为西班牙语、加泰罗尼亚语和英语三种语言。
巴塞罗那自治大学在2020年QS世界大学排名中位列全球第188位，西班牙第2位。根据2024年的QS世界大学排名中位列全球第149位，西班牙第1位。

## 历史
1968年6月6日西班牙教育科学部法令正式创建了巴塞罗那自治大学。一个月后，该校组建了最初的四个学院：哲学与文学院、医学院、理学院和经济学院。1968年10月，位于圣库加特-德尔巴列斯修道院的哲学与文学院和位于圣十字圣保罗医院的医学院开始了第一学期的课程。
1969年2月，大学在萨尔达尼奥拉-德尔巴列斯的贝利亚特拉区购置了一片土地，用以建设新校区。1971年成立了法学院和信息科学学院，1972年成立了笔译和口译学院。1973年成立了圣库加特师范学院。
1982年成立了兽医学院，并加强了与加泰罗尼亚政府和西班牙高等科学研究理事会的交流与合作。1985年成立了政治学和社会学院，1989年成立了心理学院。1998年开设高等工程技术学院。

## 知名校友
- 奧里奧爾·容克拉斯